# Роїк Тетяна Анатоліївна
Роїк Тетяна Анатоліївна — український вчений, доктор технічних наук, професор.

## Біографічні відомості
Народилася — 07.05.1955 р., м. Київ.
Закінчила КПІ у 1979 р.
Захистила кандидатську дисертацію у 1997 р. на тему: «Дослідження та розробка порошкових самозмазувальних матеріалів для високотемпературних вузлів тертя»;
Захистила докторську дисертацію у 2004 р. на тему: «Функціональні основи розробки композиційних підшипникових матеріалів для підвищених умов експлуатації»;
Одержала вчене звання професора у 2006 р.
Працювала у наступних наукових установах: Інститут проблем матеріалознавства НАН України, Державний науково-технічний центр артилерійсько-стрілецького озброєння Мінпромполітики України, Національний авіаційний університет, НТУУ «КПІ» (по теперішній час).
Член редакційних колегій трьох закордонних журналів: “Challenges of modern technology”, Варшава, Польща; “Selected Engineering Problems”, Глівіце, Польща; “Journal of Science of the Gen. Tadeusz Kosciuszko Military Academy of Land Forces”, Вроцлав, Польща.

## Тематика досліджень
Створення та промислова апробація нових технологій виготовлення та фінішної механічної обробки нових композитних підшипників ковзання на основі чорних та кольорових металів для екстремальних умов експлуатації.

## Наукові інтереси
Виявлення особливостей формування об'ємних характеристик, характеру зношування і механізмів утворення плівок тертя композиційних антифрикційних матеріалів на основі широкої гами чорних та кольорових металів, їх вплив на антифрикційні властивості підшипників ковзання, що призначені для важких умов експлуатації, та їх оптимізація у залежності від технологічних режимів синтезу, прецизійної механічної обробки та параметрів роботи.

## Досягнення
За результатами досліджень маю близько 200 публікацій, з них 2 монографії, 1 навчальний посібник, 75 статей, опублікованих у фахових виданнях, близько 30 авторських свідоцтв СРСР на винаходи та Патентів України, 4 методичні вказівки до виконання лабораторних та практичних занять, 85 доповідей на конференціях різного рівня.

## Основні публікації по мірі зменшення їх значимості

### За період 2006—2011р.р.

#### Монографії
1. Роїк Т. А., Киричок П. О., Гавриш А. П.  Композиційні підшипникові матеріали для підвищених умов експлуатації: Монографія.- К.: НТУУ «КПІ», 2007.- 404 с.
2. Роїк Т. А., Гавриш А. П., Гавриш О. А. Сучасні системи технологій заготівельного виробництва в машинобудуванні: Монографія.- К.: ЕКМО, 2010.- 212 с.

#### Навчальний посібник
1. Киричок П. О., Роїк Т. А., Морозов А. С. Метали і композиційні матеріали в поліграфії: Навчальний посібник. — К.: НТУУ «КПІ», 2011.- 228 с.

#### Статті у фахових виданнях, затверджених Переліком ВАК України
- Роик Т. А., Шевчук Ю. Ф. Создание прогнозируемых вторичных структур в материалах для высокотемпературных подшипников // Порошковая металлургия. — 2006. — № 11/12. — С. 29-39.
- Роїк Т. А., Гавриш А. П. Функціональні покриття для деталей поліграфічної техніки // Технологія і техніка друкарства: зб. наук. праць. — Київ: НТУУ «КПІ». — 2006. — № 1-2. — С. 121—127.
- Роїк Т. А., Холявко В. В., Дідук С. В. Формування квазікристалічної структури та електричних властивостей в сплавах системи Al-Cu-Fe // Наукові вісті НТУУ «КПІ». — 2006. — № 4. — С. 124—129.
- Роїк Т. А. Вплив мастильно-охолоджуючих рідин на якість поверхні при шліфуванні деталей з композиційних антифрикційних матеріалів // Процеси механічної обробки в машинобудуванні: зб. наук. праць. — Житомир: ЖДТУ, 2006. — Вип. 3. — С. 145—155.
- Роїк Т. А. Параметри наклепу при шліфуванні поверхонь підшипників ковзання з антифрикційних порошкових матеріалів // Сучасні технології у машинобудуванні: зб. наук. статей. — Харків: НТУ «ХПІ». — 2006. — Т. 2. — С. 423—429.
- Роїк Т. А., Киричок П. О., Гавриш А. П., Гавриш О. А. Антифрикційні мтеріали для вузлів тертя високошвидкісного поліграфічного обладнання// Технологія і техніка друкарства, 2007.-№ 1-2.-С.65-73.
- Киричок П. О., Роїк Т. А., Морозов А. С., Савченко К. І. Металеві порошки в поліграфічних технологіях як чинник оптимізації споживацьких властивостей етикет очних і паковальних виробів// Технологія і техніка друкарства.-№ 3-4, 2007.- С.137-143.
- Шевчук Ю. Ф., Роик Т. А., Варченко В. Т. Композиционные антифрикционные материалы для узлов трения центробежного оборудования // Порошковая металлургия .- 2007.- № 7/8.- С.115-119.
- Роїк Т. А., Віцюк Ю. Ю., Холявко В. В. Формування структури і властивостей антифрикційних композиційних матеріалів на основі нікелю // Междунар. сб.науч.трудов «Прогрессивные технологии и системы машиностроения». — Донецк: ДонНТУ, 2008. — Вып.35. — С. 179—185.
- Роїк Т. А., Холявко В. В., Зора Б. П. , Луференко О. С. Принципи формування структури і властивостей композиційних антифрикційних матеріалів на основі сталевих відходів // Наукові вісті НТУУ «КПІ», -№ 1, 2008. — С. 61-65.
- Роїк Т. А., Гавриш А. П., Віцюк Ю. Ю., Мельник О. О., Холявко В. В. Аналіз триботехнічних властивостей матеріалів і стан тертьових поверхонь// Междунар. сб.науч.трудов «Прогрессивные технологии и системы машиностроения». — Донецк: ДонНТУ, 2009. — Вып.37 . — С.199-206.
- Гавриш А. П. , РоїкТ. А., Віцюк Ю.Ю, Мельник О. О. Вибір режимів експлуатації композиційних антифрикційних нікелевих матеріалів на основі аналізу вторинних структур// Наукові нотатки. — Луцьк: ЛНТУ, 2009.-Вип.25.-ч. І.- С.73-78.
- 6.16. ГавришА. П., Роїк Т. А., Ковальов В. А., Мельник О. О., Віцюк Ю. Ю. Магнітно-абразивна обробка в важкодоступних місцях важконавантажених підшипників ковзання // Технологія і техніка друкарства. — Київ: НТУУ «КПІ» ВПІ, 2009. — № 3 (25) С. 4-7.
- ГавришА. П., Роїк Т. А., Мельник О. О., Віцюк Ю. Ю. Вимірювання температури в зоні різання при магнітно-абразивному обробленні// Вісник Національного технічного університету України «Київський політехнічний інститут». Серія машинобудування.- К.: НТУУ «КПІ».-№ 57.- 2009.- С.128-131.
- 6.18. Роик Т. А., Вицюк Ю. Ю. Композиционные материалы для высокотемпературных узлов трения // Наукові нотатки.-Луцьк.- Вип.24.- 2009.- С.474-479.
- Роїк Т.А, Гавриш А. П., Віцюк Ю. Ю. Періодичність структури та властивості антифрикційних композиційних матеріалів на основі відходів силуміну АК12ММгН// Металознавство та обробка металів. — № 1.- 2010.- С.24-27.
- Гавриш А. П., Роїк Т. А., Мельник О. О., Віцюк Ю. Ю., Особливості прецизійної доводки підшипників ковзання з композиційних матеріалів для вузлів тертя поліграфічних машин// Технологія і техніка друкарства. — Київ: НТУУ «КПІ» ВПІ, 2010. — № 1 (27).- С. 38-46.
- Віцюк Ю. Ю., Роїк Т. А., Гавриш А. П., Мельник О. О., Підвищення працездатності вузлів тертя поліграфічних машин // Технологія і техніка друкарства. — Київ: НТУУ «КПІ» ВПІ, 2010. — № 2 (28).- С. 4-9.
- Роїк Т. А.  Вибір програмного забезпечення для комп’ютерних видавничих систем / Т. А. Роїк, Д. І. Лемешко // Технологія і техніка друкарства : збірник наукових праць. — 2011. — Вип. 4(34). — С. 57–60.
- Вплив абразивного інструменту на шорсткість поверхонь композитних підшипників поліграфічної техніки при тонкому шліфуванні / А. П. Гавриш, А. В. Шевчук, Т. А. Роїк, В. А. Ковальов, Ю. Ю. Віцюк // Технологія і техніка друкарства : збірник наукових праць. — 2012. — Вип. 3(37). — С. 119–126
- [ http://ela.kpi.ua/handle/123456789/7405] Вплив складу інструмента і режимів тонкого алмазного шліфування на шорсткість поверхонь композитних підшипників ковзання поліграфічних машин / А. П. Гавриш, П. О. Киричок, Т. А. Роїк, Ю. Ю. Віцюк // Наукові вісті НТУУ КПІ : науково-технічний журнал. — 2013. — № 5(91). — С. 80–86.
- Вплив технології виготовлення та магнітно-абразивної обробки на властивості високошвидкісних підшипників / О. О. Мельник, Ю. Ю. Віцюк, А. П. Гавриш, Т. А. Роїк // Вісник НТУУ КПІ. Машинобудування : збірник наукових праць. — 2010. — № 59. — С. 75–78.
- Вплив технології оброблення підшипників поліграфічних машин на якість друкованої продукції / А. П. Гавриш, Т. А. Роїк, О. О. Мельник, Ю. Ю. Віцюк // Технологія і техніка друкарства : збірник наукових праць. — 2012. — Вип. 1(35). — С. 88–96.
- Роїк Т. А.  Дослідження факторів впливу на підготовку фарби для офсетного способу друку / Т. А. Роїк, О. Ю. Орлик // Технологія і техніка друкарства : збірник наукових праць. — 2012. — Вип. 4(38). — С. 102–107.
- Експериментальне дослідження залишкових напружень поверхневих шарів при тонкому абразивному шліфуванні композитних підшипників ковзання поліграфічних машин / А. П. Гавриш, П. О. Киричок, Т. А. Роїк, Ю. Ю. Віцюк, А. В. Шевчук // Технологія і техніка друкарства : збірник наукових праць. — 2013. — Вип. 2(40). — С. 58–64.
- Роїк Т. А.  Захист цифрової фотографії за допомогою цифрових водяних знаків / Т. А. Роїк, О. Ю. Райченко // Технологія і техніка друкарства : збірник наукових праць. — 2011. — Вип. 3(33). — С. 49–54.
- Контактна взаємодія абразивного інструменту та поверхонь оброблення деталей друкарських машин при суперфінішуванні абразивними брусками / Ю. Ю. Віцюк, Т. А. Роїк, В. Г. Олійник, А. П. Гавриш // Технологія і техніка друкарства : збірник наукових праць. — 2013. — Вип. 3(41). — С. 62–85.
- Миттєві контактні температури при тонкому алмазному шліфуванні деталей із композитних матеріалів на основі відходів інструментальних сталей / А. П. Гавриш, Т. А. Роїк, П. О. Киричок, Ю. Ю. Віцюк // Наукові вісті НТУУ КПІ : науково-технічний журнал. — 2014. — № 1(93). — С. 54–57.
- Особливості формування структури і комплексу властивостей підшипникових матеріалів на основі відходів швидкорізальних сталей / Т. А. Роїк, А. П. Гавриш, Ю. Ю. Віцюк, О. О. Мельник, І. В. Попов // Технологія і техніка друкарства : збірник наукових праць. — 2010. — Вип. 4(30). — С. 163–168.
- Перспективи використання стружки алюмінієвої бронзи у поліграфії / П. О. Киричок, Т. А. Роїк, А. С. Морозов, В. А. Ковальов, К. І. Савченко // Технологія і техніка друкарства : збірник наукових праць. — 2009. — Вип. 3(25). — С. 81–89.
- Силове поле при тонкому алмазному шліфуванні деталей тертя з нових композиційних сплавів для друкарської техніки / А. П. Гавриш, П. О. Киричок, Т. А. Роїк, Ю. Ю. Віцюк // Наукові вісті НТУУ КПІ : науково-технічний журнал. — 2013. — № 6(92). — С. 55-59.
- Роїк Т. А.  Формування властивостей нових зносостійких деталей на основі відходів алюмінієвих сплавів для поліграфічних машин / Т. А. Роїк, І. Є. Дорфман // Технологія і техніка друкарства : збірник наукових праць. — 2012. — Вип. 2(36). — С. 11–16.
- Формування залишкових напружень поверхневих шарів тертя композитних підшипників поліграфічних машин при тонкому абразивному шліфуванні / А. П. Гавриш, П. О. Киричок, Т. А. Роїк, Ю. Ю. Віцюк, А. В. Шевчук // Технологія і техніка друкарства : збірник наукових праць. — 2013. — Вип. 1(39). — С. 64–75.
- Шорсткість поверхонь композитних підшипників ковзання високошвидкісної поліграфічної техніки за умов тонкого кубанітового шліфування / А. П. Гавриш, Т. А. Роїк, Т. Ю. Киричок, Ю. Ю. Віцюк // Наукові вісті НТУУ КПІ : науково-технічний журнал. — 2014. — № 2(94). — С. 27–34.
- Roik T.  The Manufacturing Technology and its Effect on the Tribological Properties of the New Parts for Printing Machines / T. Roik, I. Vitsiuk // Технологія і техніка друкарства : збірник наукових праць. — 2016. — Вип. 4(54). — С. 58–66.
- Аналіз температурного поля при динамічному ударі абразивного зерна в процесі шліфування композитних деталей тертя друкарських машин // Ю. Ю. , Т. А. Роїк, П. О. Киричок, А. П. Гавриш // Технологія і техніка друкарства : збірник наукових праць. — 2014. — Вип. 1(43). — С. 70–81.
- Взаємодія алмазно-абразивного бруска з поверхнею композитного підшипника ковзання поліграфічних машин при формуванні параметрів шорсткості хонінгуванням / Ю. Ю. Віцюк, Т. А. Роїк, А. П. Гавриш // Технологія і техніка друкарства : збірник наукових праць. — 2014. — Вип. 2(44). — С. 79–102.
- Вплив абразивного інструмента і режимів різання при тонкому шліфуванні зносостійких нікелевих композитів на параметри шорсткості поверхонь тертя поліграфічних машин / А. П. Гавриш, Т. А. Роїк, П. О. Киричок, Р. А. Хохлова // Наукові вісті НТУУ КПІ : науково-технічний журнал. — 2016. — № 2(106). — С. 77–86.
- Вплив алмазного суперфінішування на якість поверхонь деталей зі зносостійких композитів на основі алюмінію / А. П. Гавриш, Т. А. Роїк, О. О. Мельник, Ю. Ю. Віцюк // Наукові вісті НТУУ КПІ : науково-технічний журнал. — 2015. — № 1(99). — С. 58–65. — Бібліогр.: 29 назв.
- Вплив технологічних факторів алмазного хонінгування на параметри шорсткості і точності поверхонь композитних підшипників ковзання поліграфічних машин / А. П. Гавриш, П. О. Киричок, Т. А. Роїк, Ю. Ю. Віцюк // Наукові вісті НТУУ КПІ. — 2014. — № 5(97). — С. 70–75.
- Вплив технологічних факторів оброблення на продуктивність прецизійної машинної доводки поверхонь тертя деталей зі зносостійких композитів для поліграфічних машин / А. П. Гавриш, Т. А. Роїк, П. О. Киричок, Ю. Ю. Віцюк // Технологія і техніка друкарства : збірник наукових праць. — 2014. — Вип. 3(45). — С. 52–67.
- Вплив фізико-механічних властивостей абразивних матеріалів на процес шліфування високолегованих композитів для поліграфічних машин / А. П. Гавриш, Т. А. Роїк, П. О. Киричок [та інш.] // Технологія і техніка друкарства : збірник наукових праць. — 2015. — Вип. 3(49). — С. 80–91
- Динамічне зміцнення поверхонь композитних деталей тертя друкарських машин тонким шліфуванням / А. П. Гавриш, Ю. Ю. Віцюк, Т. А. Роїк, П. О. Киричок // Технологія і техніка друкарства : збірник наукових праць. — 2013. — Вип. 4(42). — С. 61–72.
- Дослідження параметрів якості поверхонь швидкісних підшипників ковзання з композитних матеріалів для поліграфічних машин при алмазному шліфуванні / А. П. Гавриш, Т. А. Роїк, П. О. Киричок, Ю. Ю. Віцюк, В. Г. Олійник // Наукові вісті НТУУ КПІ : науково-технічний журнал. — 2014. — № 6(98). — С. 88–93.
- Контроль наклепу деталей тертя поліграфічних машин зі зносостійких композиційних матеріалів за умов надтонкого оздоблювально-абразивного оброблення / А. П. Гавриш, Т. А. Роїк, О. В. Зоренко [та інш.] // Технологія і техніка друкарства : збірник наукових праць. — 2015. — Вип. 3(49). — С. 16–38.
- Мікрогеометрія поверхні і стан поверхневого шару зносостійких деталей тертя з високолегованих композитів за умови абразивного суперфінішування / А. П. Гавриш, Т. А. Роїк, О. І. Лотоцька, Ю. Ю. Віцюк // Наукові вісті НТУУ КПІ : науково-технічний журнал. — 2015. — № 5(103). — С. 81–88.
- Оздоблювальне полірування гнучкими ельборовими стрічками деталей з антифрикційних сплавів на основі алюмінію для поліграфічної техніки / А. П. Гавриш, Т. А. Роїк, С. М. Зигуля, Ю. Ю. Віцюк // Наукові вісті НТУУ КПІ : науково-технічний журнал. — 2015. — № 2(100). — С. 41–48.
- Оздоблювальне хонінгування ельборовими брусками прецизійних отворів деталей тертя зі зносостійких високолегованих сплавів на основі алюмінію для друкарських машин / А. П. Гавриш, Т. А. Роїк, П. О. Киричок, О. О. Мельник, Ю. Ю. Віцюк // Технологія і техніка друкарства : збірник наукових праць. — 2014. — Вип. 4(46). — С. 35–51.
- Оптимізація процесу тонкого шліфування зносостійких композитних деталей обертання поліграфічних машин по числу операцій / А. П. Гавриш, Т. А. Роїк, П. О. Киричок, С. М. Зигуля, Ю. Ю. Віцюк // Технологія і техніка друкарства : збірник наукових праць. — 2015. — Вип. 4(50). — С. 92–104.
- Параметри наклепу поверхонь деталей тертя поліграфічних машин зі зносостійких композитів на основі нікелю при тонкому кубанітовому шліфуванні / А. П. Гавриш, Т. А. Роїк, П. О. Киричок, О. І. Хмілярчук, О. С. Хлус // Наукові вісті НТУУ КПІ : науково-технічний журнал. — 2016. — № 5(109). — С. 54–61.
- Поліпшення якості поверхонь отворів зносостійких композитних підшипників ковзання поліграфічних машин врахуванням динамічних коливань системи верстат—пристрій—інструмент—деталь за умов тонкого абразивного шліфування / Т. А. Роїк, П. О. Киричок, А. П. Гавриш, О. С. Хлус // Технологія і техніка друкарства : збірник наукових праць. — 2016. — Вип. 1(51). — С. 85–104.
- Прецизійна машинна доводка плоских поверхонь зносостійких деталей тертя з композитів на основі високолегованих сталей для технологічних комплексів / А. П. Гавриш, Т. А. Роїк, С. М. Зигуля, Ю. Ю. Віцюк // Наукові вісті НТУУ КПІ : науково-технічний журнал. — 2015. — № 6(104). — С. 31–37.
- Сили різання при тонкому кубанітовому шліфуванні деталей зі зносостійких композиційних матеріалів на основі нікелю для друкарських машин / А. П. Гавриш, Т. А. Роїк, П. О. Киричок, Р. А. Хохлова // Наукові вісті НТУУ КПІ : науково-технічний журнал. — 2016. — № 1(105). — С. 77–83.
- Стрічкове алмазно-абразивне полірування деталей обертання зі зносостійких композитів на основі алюмінію для поліграфічних машин / А. П. Гавриш, П. О. Киричок, Т. А. Роїк, Ю. Ю. Віцюк, С. М. Зигуля // Технологія і техніка друкарства : збірник наукових праць. — 2015. — Вип. 1(47). — С. 85–102.
- Температурне поле підшипників ковзання поліграфічних машин з високозносостійких композитів на основі інструментальних сталей і нікелю за умов тонкого абразивного шліфування поверхонь тертя / Т. А. Роїк, П. О. Киричок, О. С. Хлус, А. П. Гавриш // Технологія і техніка друкарства : збірник наукових праць. — 2016. — Вип. 2(52). — С. 51–68.
- Технологічні та експлуатаційні рельєфи деталей тертя з нових композитів для поліграфічних машин / А. П. Гавриш, Т. А. Роїк, П. О. Киричок, О. О. Мельник, Ю. Ю. Віцюк // Технологія і техніка друкарства : збірник наукових праць. — 2015. — Вип. 2(48). — С. 83–96.
- Роїк Т. А.  Фактори впливу на вибір ефективного формату друкування офсетним способом зі зволоженням друкарських форм / Т. А. Роїк, О. Ф. Гординська, К. І. Золотухіна // Технологія і техніка друкарства : збірник наукових праць. — 2016. — Вип. 1(51). — С. 24–33.
- Швидкісне шліфування високолегованих композитів для деталей тертя друкарської техніки / А. П. Гавриш, П. О. Киричок, Т. А. Роїк, О. В. Зоренко, О. С. Хлус // Технологія і техніка друкарства : збірник наукових праць. — 2015. — Вип. 2(48). — С. 15–37.
- Аналіз параметрів якості поверхонь підшипників ковзання з композиційних сплавів для друкарських машин при абразивному шліфуванні / А. П. Гавриш, П. О. Киричок, Т. А. Роїк, Ю. Ю. Віцюк // Наукові вісті НТУУ КПІ : науково-технічний журнал. — 2013. — № 1(87). — С. 63–67.
- Взаємозалежність між структурним станом і зносостійкістю сталей для деталей скребкового конвеєра / Т. А. Роїк, Д. Б. Глушкова, В. П. Тарабанова, Л. М. Рак // Наукові вісті НТУУ КПІ : науково-технічний журнал. — 2013. — № 2(88). — С. 105–109.

## Викладаються наступні дисципліни
1. Загальне матеріалознавство.
2. Системи контролю і управління властивостями матеріалів.
3. Інженерно-технічне забезпечення видавничо-поліграфічного виробництва — 2: Управління проектами.